# Giorgio Bàrberi Squarotti
Pour les articles homonymes, voir Bàrberi.
Giorgio Bàrberi Squarotti (né le 14 septembre 1929 à Turin et mort le 9 avril 2017 dans cette ville) est un poète, un universitaire et un critique littéraire Italien, considéré comme l'un des plus importants de l'époque contemporaine.

## Biographie
Giorgio Bàrberi Squarotti fut l'élève de Giovanni Getto. Il obtient son diplôme en 1952 avec une thèse sur l'œuvre littéraire de Giordano Bruno.
De 1967 à 1999, il est professeur de littérature italienne à l'université de Turin.
Après la mort de Salvatore Battaglia, il a été nommé directeur scientifique du « Grand dictionnaire de la langue italienne » (Grande dizionario della lingua italiana) et du « Histoire de la civilisation littéraire italienne » (Storia della civiltà letteraria italiana).
Il est conseiller-fondateur de la Fondazione Marino Piazzolla.
En 1981, il a fondé - avec Gian Luigi Beccaria (it), Marziano Guglielminetti (it) et Giorgio Caproni - la Biennale de la poésie d'Alexandrie.
Giorgio Bàrberi Squarotti a été, dans les débuts, membre du jury du Prix Stresa, jusqu'à la suspension du prix en 1985.

## Publications
- Invito alla lettura di Gabriele D'Annunzio, Mursia, 1990
- La simbologia di Giovanni Pascoli, Mucchi, 1990
- Tre sogni nella letteratura-Una stagione fiamminga con Giorgio, Porreca, G. Paolo, AGE-Alfredo Guida Editore, 1992
- Parodia e pensiero: Giordano Bruno, Greco e Greco, 1997
- Le capricciose ambagi della letteratura, Tirrenia-Stampatori, 1998
- Il vero Ettorre: l'eroe del “Giorno”, Edizioni dell'Orso, 1999
- Il terzo giorno, Pironti, 1999
- La quarta triade con Giuliano Gramigna e Angelo Mundula, Spirali, 2000
- Ludovico Ariosto-Torquato Tasso con Sergio Zatti, Editalia, 2000
- L'orologio d'Italia. Carlo Levi ed altri racconti, Libroitaliano World, 2001
- Le vane nevi, Bonaccorso, 2002
- Corrado Alvaro. Atti del Convegno (Mappano Torinese) avec Marziano Guglielminetti, Morace Aldo M., Falzea, 2002
- Addio alla poesia del cuore, Sovera Multimedia, 2002
- I miti e il sacro. Poesia del Novecento, Pellegrini, 2003
- La buona gara, Libroitaliano, 2003
- Tre poeti. Vol. 1, Zaccagnino, 2003 (avec Giangiacomo Amoretti et Giannino Balbis)

## Crédit d'auteurs
- (it) Cet article est partiellement ou en totalité issu de l’article de Wikipédia en italien intitulé « Giorgio Barberi Squarotti » (voir la liste des auteurs).